# Арнеис
Арнеис (Arneis, что в переводе с местного диалекта означает «шалопай», намекая на сложность возделывания) — белый сорт винограда, используемый в Нижнем Пьемонте для изготовления белых вин. Основная территория возделывания — Роэро, где из него получают сортовые вина высшей категории DOCG. В меньшей степени востребован виноделами района Ланге.
Сила роста лозы средняя. Цветок обоеполый. Урожайность этого сорта винограда сильно зависит от условий. Относится к сортам позднего периода созревания. Данный сорт подвержен мучнистой росе. Сортовые вина, как правила, сухие, полнотелые и достаточно ароматные, с преобладанием нот персика или абрикоса.
Традиционно этот белый виноград высаживался в полевой смеси с чёрным виноградом сорта неббиоло и использовался для смягчения высокотанинных красных вин на основе неббиоло (в том числе на винодельнях Бароло), поэтому за ним закрепилось название белого неббиоло или же белого бароло. После отказа от купажирования вин Бароло востребованность арнеиса быстро сошла на нет ввиду сложностей в возделывании, невысокой урожайности и недолговечности сортовых вин. Утверждается, что в 1970-е годы возделыванием сорта занимались только два винодельческих хозяйства.
В начале XXI века интерес к сорту стал расти, в том числе и за пределами Пьемонта. Его стали высаживать в США и Австралии. Многие пьемонтские виноградники, засаженные арнеисом к северо-западу от города Альба, живописно расположены на склонах холмов и охраняются ЮНЕСКО (см. Виноградники Ланге — Роэро и Монферрата).